# Brad Smith
Bradley Shaun Smith (Penrith, 9 de abril de 1994) es un futbolista australiano que juega en la posición de defensa en el F. C. Cincinnati de la Major League Soccer.

## Trayectoria
Smith debutó profesionalmente a fines del año el 29 de diciembre de 2013, en un encuentro ante el Chelsea, donde sustituyó a Joe Allen en el minuto 60.
En agosto de 2014 fue cedido al Swindon Town. Volvió al Liverpool en octubre de 2015.
El primer gol de su carrera lo marcó ante Exeter City el 8 de enero de 2016, en un encuentro por FA Cup.

## Selección nacional
Si bien jugó las categorías inferiores de la selección inglesa, desde 2014 ha sido convocado en varias oportunidades para la selección de Australia.

## Clubes
| Club                            | País           | Año       |
| ------------------------------- | -------------- | --------- |
| Liverpool F. C.                 | Inglaterra     | 2013-2016 |
| Swindon Town F. C. (cedido)     | Inglaterra     | 2014-2015 |
| AFC Bournemouth                 | Inglaterra     | 2016-2020 |
| Seattle Sounders F. C. (cedido) | Estados Unidos | 2018-2019 |
| Cardiff City F. C. (cedido)     | Gales          | 2020      |
| Seattle Sounders F. C.          | Estados Unidos | 2020-2022 |
| D. C. United                    | Estados Unidos | 2022      |
| Houston Dynamo                  | Estados Unidos | 2023-2024 |
| F. C. Cincinnati                | Estados Unidos | 2025-     |

## Palmarés

### Títulos nacionales
| Título      | Club                   | País           | Año  |
| ----------- | ---------------------- | -------------- | ---- |
| Copa MLS    | Seattle Sounders F. C. | Estados Unidos | 2019 |
| US Open Cup | Houston Dynamo         | Estados Unidos | 2023 |